# Pyrgus sidae
La ajedrezada amarilla (Pyrgus sidae) es una especie de lepidóptero perteneciente a la familia Hesperiidae. Es originaria del paleártico: sur y este de Europa y oeste y centro de Asia.

## Descripción
Las especies de Pyrgus son difíciles de encontrar en la naturaleza, pero P. sidae es una notable excepción. Es el miembro más grande de este género que se encuentra en Europa, con una envergadura de 32-38 mm y puede ser reconocido al instante por dos bandas en color negro con bordes amarillos en la parte inferior de las alas posteriores. Las alas anteriores superiores son marrones y también están marcadas con numerosas manchas blancas de gran tamaño. Los adultos vuelan en junio y julio.

## Ecología
Las larvas se alimentan de Abutilon avicennae, especies de Malvaceae, y Potentilla en  Potentilla pedata y Potentilla recta.